# Christelijke Muziekvereniging Oranje

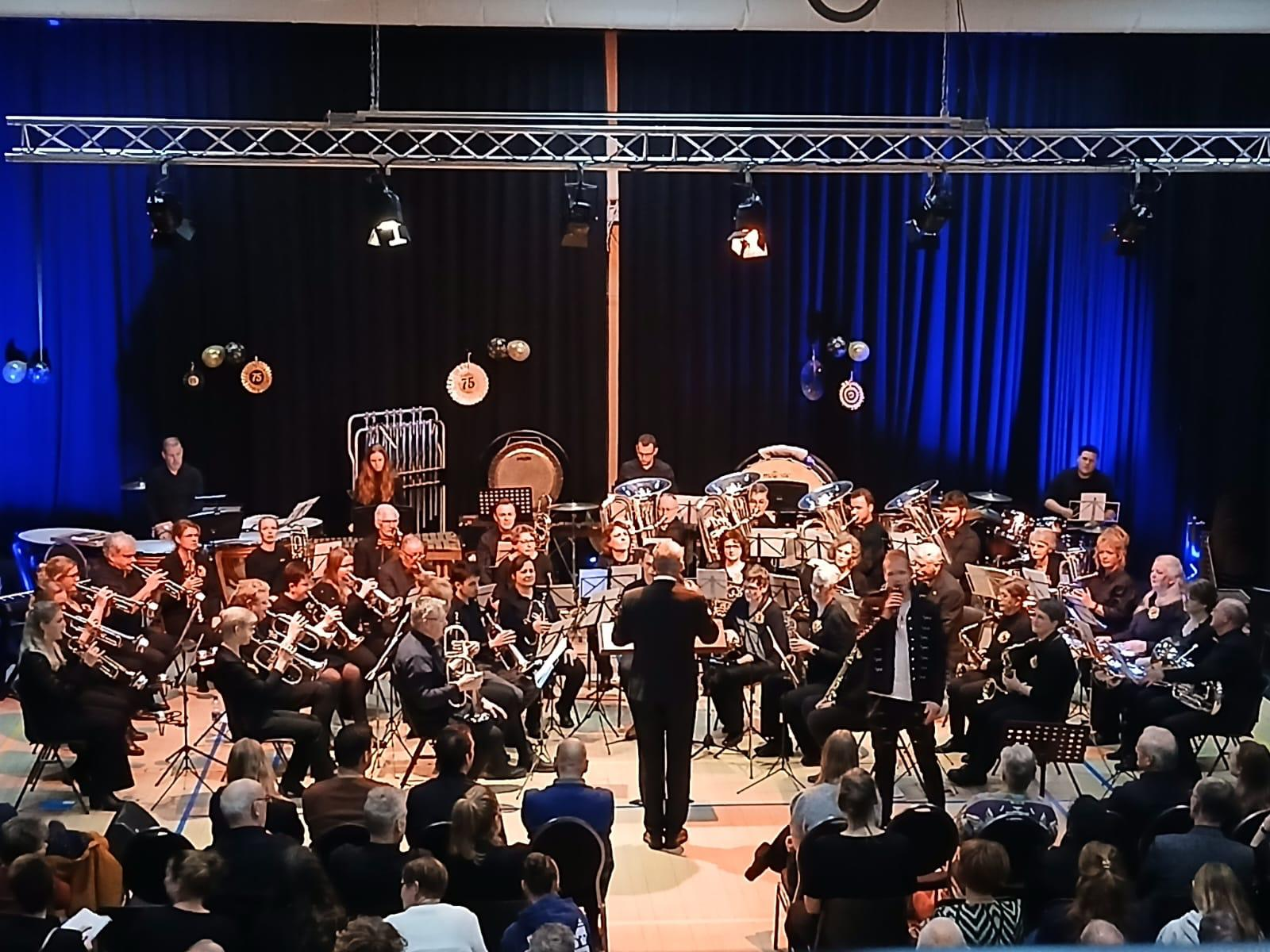
CMV Fanfare Oranje Dokkum bij het federatiefestival 2025

De Christelijke Muziekvereniging Oranje is een fanfareorkest te Dokkum, opgericht op 2 juli 1896.

## Geschiedenis
Men had op het moment van oprichting waarschijnlijk de Kroningsfeesten van 1898 in gedachten waardoor de naam Oranje gemakkelijk valt te verklaren.
In de jaren 70 werd deelgenomen aan de Toogdag in Haarlem van de NFCM. Daarnaast was er de opname voor de NCRV-radio in het programma 'Com nu met sangh' en de deelname met meerdere korpsen aan het unieke zangfestijn in de Frieslandhal in het kader van een NCRV-jubileum.
Vanaf de jaren 80 bezocht de muziekvereniging meerdere malen het Engelse Crediton, de geboorteplaats van Bonifatius. In deze plaats werden memorabele concerten gegeven.
In 2004 heeft de componist Rob Goorhuis voor Oranje het werk Fjoer en Wetter geschreven. Dit werk is gebaseerd op het leven van Bonifatius en werd in juni 2004 met succes uitgevoerd door de fanfare, koor en diverse solisten. Het werk werd herschreven door de componist en als vrij werk door Oranje uitgevoerd op het Wereldmuziekconcours in 2005 te Kerkrade.

## Dirigenten
- 1956 - 1970 Harm Broeksma
- 1970 - 1978 Harm Witteveen
- 1978 - 1993 Douwe Veenstra
- 1993 - 1998 Piet Groeneveld
- 1998 - 2002 Sytze van der Hoek
- 2002 - 2006 Marten van der Wal
- 2006 - 2007 Andries Kramer
- 2007 - 2014 Sjoek Nutma
- 2014 - 2019 Andries de Haan
- 2019 - heden Siemen Hoekstra